# 蒙自樱桃
蒙自樱桃（学名：Cerasus henryi）为蔷薇科樱属的植物，是中国的特有植物。分布于中国大陆的云南等地，生长于海拔1,800米至2,000米的地区，常生于山坡林中，目前尚未由人工引种栽培。